# Joelle Carter
Joelle Marie Carter (Thomasville, 10 ottobre 1972) è un'attrice e modella statunitense.

## Biografia
È figlia di un militare. Suo padre era nell'esercito e la famiglia si è spostata spesso in tutti gli Stati Uniti. Ha frequentato il liceo ad Albany, Contea di Dougherty, Georgia, e si è iscritta alla Augusta State University con una borsa di studio atletica per il nuoto e lo sci di fondo.
È una modella e ha lavorato con Elite e Wilhelmina Models. È apparsa in molti film, in particolare nella scena di apertura di American Pie 2. Dal 2010 al 2015 interpreta Ava Crowder nella serie televisiva Justified.
Vive e lavora a New York insieme al marito.

## Filmografia

### Cinema
- L'uomo che sussurrava ai cavalli (The Horse Whisperer), regia di Robert Redford (1998)
- Just One Time, regia di Lane Janger (1998)
- Suits, regia di Eric Weber (1999)
- Imprevisti di nozze (It Had to Be You), regia di Steven Feder (2000)
- Swimming, regia di Robert J. Siegel (2000)
- Alta fedeltà (High Fidelity), regia di Stephen Frears (2000)
- Lisa Picard Is Famous, regia di Griffin Dunne (2000)
- Boys Life 3, regia di Lane Janger (2000)
- American Pie 2, regia di James B. Rogers (2001)
- Remarkable Power, regia di Brandon Beckner (2008)
- A Perfect Man, regia di Kees Van Oostrum (2013)
- Oscure presenze (Jessabelle), regia di Kevin Greutert (2014)
- The Week, regia di Jon Gunn e John W. Mann (2015)
- She's in Portland, regia di Marc Carlini (2020)
- Punching and Stealing, regia di Ryan Churchill e Danny Parker-Lopes (2020)
- The Big Ugly, regia di Scott Wiper (2020)
- The Hill, regia di Jeff Celentano (2023)

### Televisione
- Law & Order - I due volti della giustizia (Law & Order) – serie TV, episodio 6x20 (1996)
- Squadra emergenza (Third Watch) – serie TV, 3 episodi (2002-2003)
- Justice - Nel nome della legge (Justice) – serie TV, episodio 1x04 (2006)
- CSI: Miami – serie TV, episodio 5x04 (2006)
- Cold Case - Delitti irrisolti (Cold Case) – serie TV, episodio 5x05 (2007)
- Detective Monk (Monk) – serie TV, episodio 8x08 (2009)
- Three Rivers – serie TV, episodio 1x07 (2009)
- Justified – serie TV, 78 episodi (2010-2015)
- Body of Proof – serie TV, episodio 2x01 (2011)
- Prime Suspect – serie TV, episodio 1x04 (2011)
- Grey's Anatomy – serie TV, episodio 8x06 (2011)
- Castle – serie TV, episodio 6x07 (2013)
- Constantine – serie TV, episodio 1x03 (2014)
- Scandal – serie TV, 4 episodi (2016)
- Chicago P.D. – serie TV, episodio 3x21 (2016)
- Chicago Justice – serie TV, 13 episodi (2017)
- The Rookie - serie TV, episodio 1x06 (2018)
- Salvage, regia di Uta Briesewitz - film TV (2018)
- Dirty John - serie TV, 5 episodi (2018-2020)
- Chicago Med - serie TV, episodio 5x10 (2020)
- Home Before Dark - serie TV, 20 episodi (2020-2021)

## Doppiatrici italiane
Nelle versioni in italiano delle opere in cui ha recitato, Joelle Carter è stata doppiata da:
- Eleonora De Angelis in Chicago Justice, Dirty John
- Tiziana Avarista in Justified, The Hill
- Barbara De Bortoli in Law & Order - I due volti della giustizia
- Laura Facchin in CSI: Miami
- Valentina Mari in Cold Case - Delitti irrisolti
- Francesca Manicone in Home Before Dark
- Ilaria Latini in Castle
- Maddalena Vadacca in Scandal
- Roberta Pellini in Oscure presenze